# Kazuko Sawamatsu
Kazuko Sawamatsu, gift Yoshida, född 5 januari 1951, Nishinomiya Japan, japansk högerhänt före detta professionell tennisspelare. Yngre syster till tennisspelaren Junko Sawamatsu.
Kazuko Sawamatsu och hennes syster Junko de första kvinnliga spelarna från Japan som blev proffs. Kazukos spelstil baserades främst på ett stabilt baslinjespel bäst lämpat för grusunderlag. Hon blev japansk singelmästarinna 1967 vid 16 års ålder. År 1969 vann hon juniorsingeln i Franska öppna och Wimbledonmästerskapen och blev schweizisk mästare 1972. 
Sin största framgång som senior i Grand Slam-sammanhang noterade hon i dubbel i Wimbledonmästerskapen då hon 1975 tillsammans med Ann Kiyomura oseedad vann titeln. I finalen besegrade de paret Francoise Durr/Betty Stöve (7-5, 1-6, 7-5).
Kazuko Sawamatsu deltog under perioden 1970-75 framgångsrikt i det japanska Fed Cup-laget. Hon spelade totalt 54 matcher av vilka hon vann 44. Flera av matcherna spelade hon i dubbel tillsammans med sin syster Junko.   

## Grand Slam-titlar
- Wimbledonmästerskapen
  - Dubbel - 1975